# Épiaire des Alpes
Stachys alpina
Espèce
Classification phylogénétique
L'épiaire des Alpes (Stachys alpina) est une espèce de plantes à fleurs de la famille des Lamiaceae et du genre Stachys. C'est une plante herbacée trouvée en Europe.

## Statut
En France, cette espèce est protégée en région Basse-Normandie (Article 1).